# أستخروئية (بنستان)
أستخروئیة (بالفارسية: استخروییه) هي قرية تقع في إيران في قسم بنستان الريفي. يقدر عدد سكانها بـ 19 نسمة .